# تاكيزاوا
تاكيزاوا هي مدن اليابان، تتبع إيواته، بلغ عدد سكانها 55٬477 نسمة، في 2017، تبلغ مساحتها 182٬320٬000 متر مربع.

## الموقع
تشترك في الحدود مع:
- موريوكا، إيواته
- هاتشيمانتاي، إيواته
- Iwate District, Iwate [الإنجليزية]‏.

## مناطق الجذب المحلية
تشاغو تشاغو أوماكو - تشتهر تاكيزاوا بمهرجان تشاغو تشاغو للخيول (チ ャ グ チ ャ グ 馬 コ) الذي يُقام في شهر يونيو من كل عام. تم تحديد المهرجان من قبل الحكومة اليابانية ليكون من الأصول الثقافية الهامة. يحتفل المهرجان بالخيول التي لعبت دورًا مهمًا في الزراعة في المنطقة. حصل المهرجان على اسمه من الأجراس التي ترتديها الخيول أثناء الموكب. صوت الأجراس، باللغة اليابانية، هو «تشاغو تشاغو». يبدأ المهرجان في ضريح تشاغو تشاغو وهو ضريح كبير في تاكيزاوا مخصص للخيول. بعد احتفال قصير، غادر طابور طويل من الخيول ذات الملابس الملونة أطفال يرتدون الزي التقليدي الضريح وانطلقوا في موكب طوله 15 كيلومترًا يأخذهم إلى ضريح هاتشيمانغو في موريوكا. في المجموع، تستغرق الرحلة ما يقرب من خمس ساعات لتكتمل.

## أعلام
- أزوسا إيواشيميزو